# Ephippiochthonius nudipes
Espèce
Synonymes
- Chthonius nudipes Mahnert, 1982

Ephippiochthonius nudipes est une espèce de pseudoscorpions de la famille des Chthoniidae.

## Distribution
Cette espèce est endémique d'Andalousie en Espagne,. Elle se rencontre dans la Cueva de las Campanas à Gualchos.

## Description
Le mâle holotype mesure 2,7 mm et les femelles de 3,0 à 3,1 mm.
Les mâles mesurent de 2,37 à 2,70 mm et les femelles de 2,44 à 3,01 mm.

## Publication originale
- Mahnert, 1982 : Neue hohlenbewohnende Pseudoskorpione aus Spanien, Malta und Griechenland (Arachnida, Pseudoscorpiones). Mitteilungen der Schweizerischen Entomologischen Gesellschaft, vol. 55, no 3/4, p. 297-304.